# Teodoro Pietro Demostene
Flavio Teodorio Pietro Demostene (latino: Theodorus Petrus Demosthenes; ... – Constantina, 10 gennaio 532) è stato un funzionario bizantino.

## Biografia
Demostene aveva due fratelli, Andrea (prefetto del pretorio, forse d'Illirico) e Asclepio.
Ricoprì il ruolo di prefetto del pretorio d'Oriente nel 521-522; nel luglio 522 inviò Faresmane ad Edessa per espellere il vescovo Paolo (cui, in ottobre, succedette proprio il fratello di Demostene, Asclepio). Fu nuovamente prefetto del pretorio (probabilmente d'Oriente) nel settembre-ottobre 529. Fu anche console e praefectus urbi onorario.
Nel 531, durante la guerra romano-sasanide, fu inviato in Oriente con l'incarico di organizzare i magazzini per le vettovaglie dell'esercito; probabilmente ricopriva il ruolo di prefetto del pretorio vacans.
Morì a Constantina (Osroene) il 10 gennaio 532, dopo una breve malattia; secondo Procopio di Cesarea (Storia segreta, 12.5), fu uno dei senatori facoltosi il cui testamento fu manipolato dall'imperatore Giustiniano I e da Teodora per incamerarne i beni.